# جولیان ولارد
جولیان ولارد (انگلیسی: Julian Velard؛ زادهٔ ۶ اکتبر ۱۹۷۹) موسیقی‌دان اهل ایالات متحده آمریکا است. وی از سال ۲۰۰۱ میلادی تاکنون مشغول فعالیت بوده‌است.